# 1563

## Esdeveniments
- 19 de gener: Decret que ordenava el desarmament dels moriscos valencians.
- 4 de desembre - Clausura del Concili de Trento.[1]
- Epidèmia de pesta a Europa
- Inici de la construcció del Monestir de l'Escorial
- La Cort de Felip II abandona Toledo i s'instal·la a Madrid

## Naixements
- Valeria Miani, dramaturga italiana.